# Lükurgosz spártai király
Lükorgosz (görög betűkkel Λυκοῦργος) egy ókori görög államférfi volt, uralkodása Kr. e. 219-től, Kr. e. 210-ig tartott. 

## Élete
Az Eurüpóntida nemzetiség tagja, valószínűleg II. Agisz leszármazottja. III. Kelomenész halála után foglalta el a trónt.
A Kr. e. 220-217 között dúló szövetséges háborúban az aitólok oldalán harcolt az akhájok, és a makedónok ellen. Ezzel elődei politikáját folytatta, amely egyrészt a makedón hegemónia, másrészt az ellen irányult, hogy az akháj városszövetség az egész Pelopénoszoszra kiterjessze befolyását. 
Uralkodása kezdetleges időszakában egy államcsíny miatt rövid ideig menekülnie kellett. A hatalomátvételt a szintén királyi származással dicsekvő Kheilon kezdeményezte, aki demagóg szociális ígéretekkel próbálta maga oldalára állítani a népet. A pártütés gyorsan elbukott, ezért Lükorgosz visszatért Spártába. 
Kr. e. 218 őszén az V. Philipposz makedón király elleni harcok kudarca után Aitóliába ment száműzetésbe. 
Kr. e. 217-ben azonban váratlanul visszatért, és III. Agészipoliszt elűzése után egyedül uralkodott. Ezzel megszüntette a kettős királyság intézményét Spártában, ezután már soha többet nem volt.
| Előző uralkodó: Eukleidasz | Spárta eurüpóntida királya Kr. e. 219 – Kr. e. 210 | Következő uralkodó: Pelopsz |